# III Korpus Cesarstwa Austriackiego
III Korpus Cesarstwa Austriackiego – jeden z korpusów w strukturze organizacyjnej armii Cesarstwa Austriackiego. Brał udział m.in. w wojnie siedmiotygodniowej (na froncie północnym).

## Skład w 1866
Jego dowódcą był feldmarszałek-porucznik arcyksiążę Ernest von Habsburg.
Korpus składał się z następujących oddziałów i pododdziałów:
- brygada piechoty (dowódca generał-major Karol von Appiano),
  - 46 Pułk Piechoty księcia von Sachsen Meiningen (dowódca płk Karol Sławecki),
  - 62 Pułk Piechoty arcyksięcia Henryka (dowódca płk Antoni Czerpak),
- brygada piechoty (dowódca płk Alexander von Benedek),
- brygada piechoty (dowódca płk Juliusz Manger von Kirschberg),
- brygada piechoty (dowódca płk Ottokar von Prohaska),
- 2 szwadrony 9 Pułku Ułanów hrabiego Mensdorfa,
- 3 baterie artylerii 4-funtowe,
- 2 baterie artylerii 8-funtowe,
- 2 baterie artylerii konnej,
- 1 bateria rakiet.